# Николя II де Сент-Омер
Николя II де Сент-Омер (фр. Nicolas II de Saint-Omer; после 1240 — 1294) — сеньор половины Фив с 1258, бальи княжества Ахайя (1287—1289).

## Биография
Родился после 1240 года. Сын Белы де Сент-Омера и Бонны де ла Рош, сестры герцога Афин Ги I де ла Роша. После смерти отца унаследовал половину г. Фивы (другая половина принадлежала ахайским князьям).
Вместе с братьями — Оттоном и Жаном — участвовал в войне за Эвбейское наследство на стороне франкских князей Греции, противостоявших экспансионистской политике принца Ахайи Гильома II Виллардуэна.
В 1287 году неаполитанский регент княжества Ахайя Роберт II д’Артуа назначил Николя де Сент-Омера на должность бальи, которую до этого занимал покойный Гильом Афинский. В 1289 году его сменил барон Воститцы Ги де Шарпиньи.

## Семья
Николя де Сент-Омер был женат дважды, и оба раза — на богатых наследницах. Его первая жена (свадьба в Неаполе 24 января 1278 г.) — Мария Антиохийская, дочь князя Антиохии Боэмунда VI. На её приданое он построил замок Сент-Омер (по-гречески Σανταμέρι, Сантамери) в своей части города Фивы.
Вторая жена (с ок. 1280) — Анна, дочь византийского императора Михаила II Комнин-Дука, вдова Гильома II Виллардуэна. Её приданым стали замки Каламата и Хлемутси в Морее. Их Николя де Сент-Омер по настоянию неаполитанского короля Карла в сентябре 1281 года обменял на владения (в Морее и Италии) умершего незадолго перед тем Леонардо де Вероли.
Николя де Сент-Омер умер в 1294 году. Оба его брака были бездетными, и ему наследовал младший брат Оттон.